# St. Peter und Paul (Nauen)

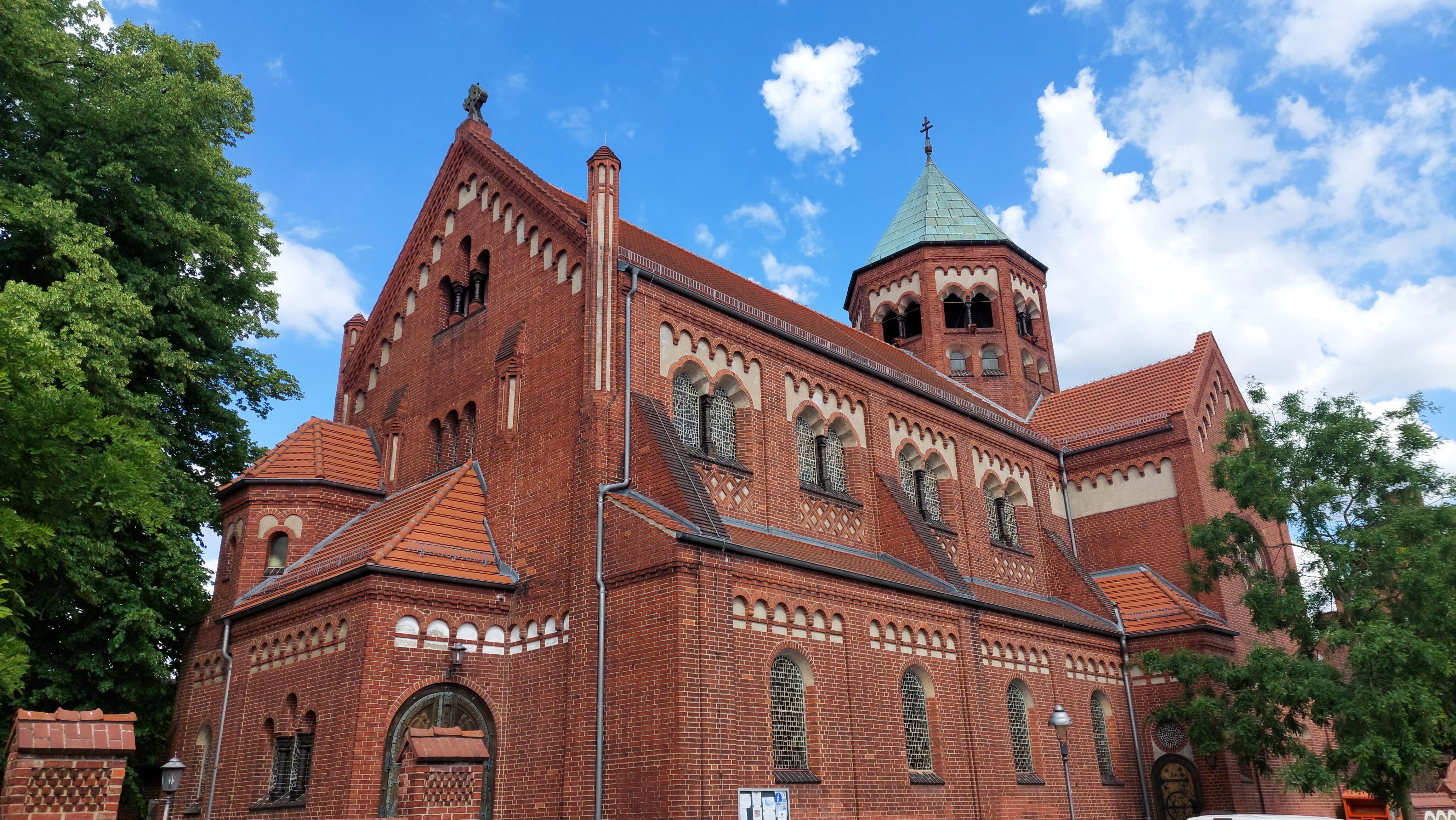
Kirche St. Peter und Paul

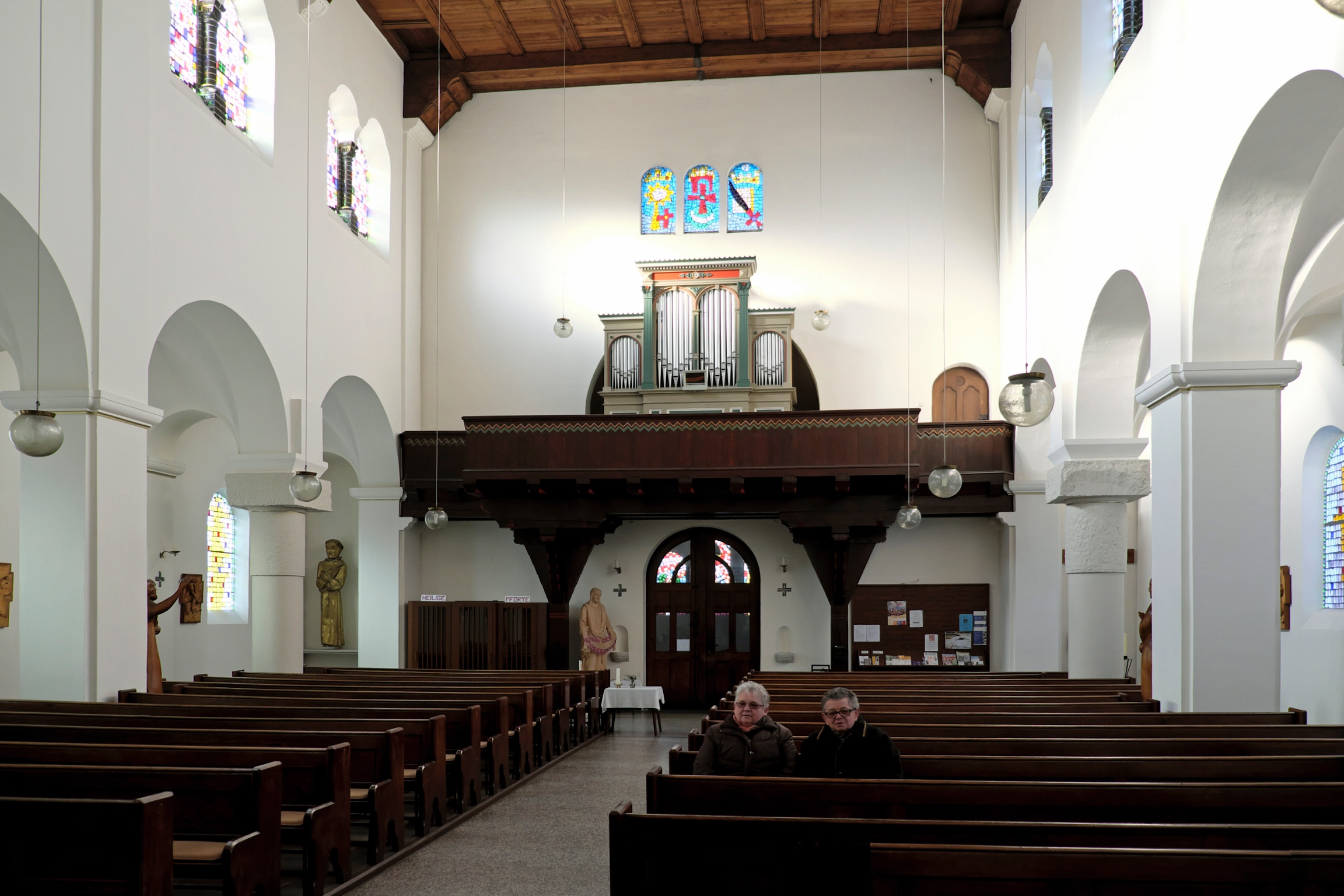
Innenansicht mit Blick auf die Orgelempore

Die römisch-katholische Pfarrkirche St. Peter und Paul ist eine Kirche in Nauen, einer Stadt im brandenburgischen Landkreis Havelland. Die Kirchengemeinde bildet seit dem 1. Januar 2022 mit St. Marien (Brieselang) die Pfarrei St. Bonifatius Nauen-Brieselang (ehemals St. Peter und Paul Nauen) im Erzbistum Berlin. Die Kirche St. Peter und Paul ist die Pfarrkirche dieser Pfarrei. Das Kirchengebäude steht unter Denkmalschutz.

## Beschreibung
Das Kirchengebäude steht an der Anschrift Gartenstraße 71 im Stadtkern von Nauen. Die neuromanische Backsteinbasilika, die eine kreuzförmige Struktur aufweist und mit einem oktogonalen Vierungsturm sowie Apsiden versehen ist, wurde im Zeitraum von 1905 bis 1906 nach einem Entwurf von Josef Welz aus Berlin errichtet. Auf ihn gehen auch die Entwürfe für die katholischen Kirchen Herz-Jesu in Neustadt (Dosse) und Rosenkranzkönigin in Ketzin/Havel zurück. Vor der Erbauung der Kirche nutzte die Gemeinde jahrelang das Gebäude Dammstraße. 7, das später zur katholischen Mädchenschule wurde und eine Zeit lang die Bibliothek Nauen beherbergte. Zwischen den Jahren 1999 und 2002 wurde die Basilika umfassend saniert. In der südlichen Apsis befinden sich Gewandfiguren von Maria und Johannes, die vermutlich Teil einer Kreuzigungsgruppe aus Südtirol aus dem Jahr 1740 sind.
Die Orgel, die gesondert unter Denkmalschutz steht, wurde 1896 von der Firma Schlag aus Schweidnitz in Niederschlesien gebaut. Ebenfalls unter Denkmalschutz steht das 1907 errichtete Pfarrhaus auf der Ostseite des Grundstücks.